# Massaker von Dalj
Das Massaker von Dalj war ein Kriegsverbrechen von Mitgliedern der Jugoslawischen Armee (JNA) und Mitgliedern verschiedener serbischer Freischärlerverbände, das während des Kroatienkrieges zwischen dem 1. August und Dezember 1991 während der Eroberung von Dalj stattfand. Die Opfer des Massakers waren kroatische Polizisten, Soldaten sowie Zivilisten.
In dieser Zeit wurde zwischen 112 und 135 Menschen ermordet. Chronologisch war es das sechste Massaker des Kroatienkrieges.

## Verlauf
Am 2. April 1991 errichteten die serbischen Rebellen Barrikaden auf den Straßen, die Vukovar mit Vinkovci, Osijek und Dalj verbanden. Danach betrieb der Serbische Nationalrat den Anschluss der im März 1991 ausgerufenen Serbischen Autonomen Gebiete (SAO) Ost-Slawonien, Baranja und West-Syrmien an die SAO Krajina.
Früh am Morgen des 1. August 1991 griffen die serbischen Rebellen mit Hilfe der jugoslawischen Armee (die sich hier zum ersten Mal in dem Konflikt an die serbische Seite stellte) den kroatischen Polizeiposten in Dalj an. Sie verlangten die Übergabe des Postens. Nach der zehnstündigen Belagerung mit Panzern fiel der Posten. Alle Insassen wurden danach ermordet: Zu den Opfern gehörten 20 Polizisten, 15 Mitglieder der kroatischen Armee und vier Mitglieder des Zivilschutzes. Tausende Flüchtlinge flohen darauf nach Osijek.
Im September und Oktober verhafteten die serbischen Freischärlerverbände verschiedene kroatische Zivilisten und hielten sie in dem Polizeiposten. 11 Gefängnisinsassen wurden erschossen. Ihre Leichen wurden in ein Massengrab im Dorf Ćelija transportiert.
Der Internationale Strafgerichtshof für das ehemalige Jugoslawien klagte Slobodan Milošević auch für die Morde vom 4. Oktober 1991 an, als die Mitglieder der Territorialverteidigung der SAO Syrmien, Baranja und Ost-Slawonien, geführt von Željko Ražnatović, in das Gefängnis des Polizeipostens in Dalj eindrangen und 28 Häftlinge erschossen. Die Leichen dieser kroatischen Zivilisten warfen sie anschließend in die Donau. Nach der Schlacht um Vukovar brachte die jugoslawische Armee am 20. November 1991 einige Gefangene in Gefängnisse in Dalj. Dort folterten Mitglieder der Territorialenverteidigung diejenigen, die Vukovar verteidigt hatten. Mindestens 34 Häftlinge wurden ermordet.
Am 13. Mai 2010 klagte die Staatsanwaltschaft in Osijek den 64-jährigen serbischen Staatsbürger Enes Taso wegen Kriegsverbrechen an. Angeblich hatte er als Befehlshaber seinen Soldaten befohlen, den Polizeiposten in Dalj anzugreifen und keine Gefangenen zu nehmen.